# Меланей (сын Аполлона)
Меланей (др.-греч. Μελανεύς). В древнегреческой мифологии сын Аполлона и Пронои. Муж Стратоники, отец Еврита. Царь дриопов, захватил Эпир и породил детей Еврита и Амбракию (по северной версии локализации Эхалии). По южной версии, знаменитый стрелок, прибыл в Мессению при Периере, царь дал ему для поселения Эхалию от имени его жены Эхалии.